# Latrunculia ikematsui
Latrunculia ikematsui är en svampdjursart som beskrevs av Tanita 1968. Latrunculia ikematsui ingår i släktet Latrunculia och familjen Latrunculiidae. Inga underarter finns listade i Catalogue of Life.